# 和歌山北インターチェンジ
和歌山北インターチェンジ（わかやまきたインターチェンジ）は、和歌山県和歌山市にある阪和自動車道のインターチェンジ（地域活性化インターチェンジ）である。

## 概要
大阪方面の出入口のみのハーフインターチェンジであり、和歌山市北部の利便性の向上と当IC周辺の地域活性化を目的に地域活性化インターチェンジとして建設された。
当ICの開通によって和歌山IC周辺道路の渋滞緩和が期待されていたが、開通後も和歌山IC周辺道路の渋滞は緩和されることがなく、当ICの開通は新たな利用者を取り込んだ形となった。

## 道路
- E42 阪和自動車道（20-2番）

## 案内板
- 20-2　和歌山北

## 歴史
- 2007年（平成19年）
  - 2月6日 : 連結許可申請。
  - 3月16日 : 整備計画変更・連結許可。
  - 4月1日 : 新設事業を開始。
- 2010年（平成22年）3月14日 : 供用開始。

## 周辺
- 紀の川
- 開智中学校・高等学校

## 接続する道路
- 直接接続
  - 和歌山県道139号小豆島船所線
- 間接接続
  - 国道24号
  - 和歌山県道7号粉河加太線

## 料金所

### 入口
- レーン数 : 2
  - 一般/ETC : 1
  - ETC : 1

### 出口
- レーン数 : 2
  - 一般/ETC : 1
  - ETC : 1

## 隣
E42 阪和自動車道
(20)阪南IC - （20-1）和歌山JCT（大阪方面出入路） - 紀ノ川SA - （20-1）和歌山JCT（白浜方面出入路） - (20-2)和歌山北IC - (21)和歌山IC

## 関連記事
- 日本のインターチェンジ一覧
- 日本の高速道路一覧
- 和歌山南スマートインターチェンジ